# Copris orion
Copris orion là một loài bọ cánh cứng trong họ Bọ hung (Scarabaeidae).